# Энергосистема

Энергетическая система (энергосистема) — совокупность электростанций, электрических и тепловых сетей, соединённых между собой и связанных общностью режимов в непрерывном процессе производства, преобразования, передачи и распределения электрической и тепловой энергии при общем управлении этим режимом.

## Характеристика
От других производственных систем энергетическую систему отличает то, что готовую энергию нельзя накапливать в количествах, сопоставимых с объёмом её выработки, то есть нельзя складировать её как готовую продукцию. Вследствие этого для энергосистемы характерна одновременность производства, распределения и потребления электрической и тепловой энергии. Для обеспечения такой одновременности необходим баланс между суммарной мощностью, генерируемой электрическими и тепловыми станциями, и потребляемой мощностью.
Современная объединенная энергетическая система (ОЭС) — огромный и чрезвычайно сложный производственный комплекс, имеющий внутренние и внешние энергетические, транспортные, информационные и экономические связи. Управление таким комплексом требует быстрого принятия ответственных решений. Перерывы и отказы в работе  ведут к тяжелым экономическим и социальным последствиям.